# Storm, akvadeo, Jenny in Greece
|  | Denne artikel er oprettet af botten PalnaBot ud fra en ekstern database. Den kan derfor have sproglige fejl eller mangler. Denne skabelon kan fjernes efter kontrol af indholdet. |

Storm, akvadeo, Jenny in Greece er en film instrueret af Carsten Schmidt-Olsen.

## Handling
Tre små 'stiløvelser' af stor originalitet.